# Plaid
Plaid - duet brytyjskich artystów wykonujących muzykę elektroniczną, w którego skład wchodzi Andy Turner i Ed Handley. Są oni również założycielami grupy The Black Dog.

## Dyskografia

### Albumy
- 1991 Mbuki Mvuki
- 1994 Mind Over Rhythm Meets The Men From Plaid On The Planet Luv
- 1997 Not For Threes
- 1999 Futura Connect Mixed By Plaid
- 1999 Rest Proof Clockwork
- 2000 Trainer
- 2001 Double Figure
- 2003 Parts in the Post
- 2003 Spokes
- 2006 Greedy Baby
- 2006 Tekkon Kinkreet
- 2008 Scintilli
- 2016 The Digging Remedy

### EP
- 1992 Scoobs in Columbia
- 1995 Android
- 1997 Undoneson
- 1999 Peel Session
- 2000 Booc
- 2002 P-Brane
- 2003 Dialp
- 2016 On Other Hands